# 2013–2014-es UEFA-bajnokok ligája (egyenes kieséses szakasz)
A 2013–2014-es UEFA-bajnokok ligája egyenes kieséses szakasza 2014. február 18-án kezdődött, és május 24-én ért véget a lisszaboni Estádio da Luzban rendezett döntővel. Az egyenes kieséses szakaszban az a tizenhat csapat vett részt, amelyek a csoportkör során a saját csoportjuk első két helyének valamelyikén végeztek.

## Lebonyolítás
A döntő kivételével mindegyik mérkőzés oda-visszavágós rendszerben zajlott. A két találkozó végén az összesítésben jobbnak bizonyuló csapatok jutottak tovább a következő körbe. Ha az összesítésnél az eredmény döntetlen volt, akkor az idegenben több gólt szerző csapat jutott tovább. Amennyiben az idegenben lőtt gólok száma is azonos volt, akkor 30 perces hosszabbítást rendeztek a visszavágó rendes játékidejének lejárta után. Ha a 2x15 perces hosszabbításban gólt/gólokat szerzett mindkét együttes, és az összesített állás egyenlő volt, akkor a vendég csapat jutott tovább idegenben szerzett góllal/gólokkal. Gólnélküli hosszabbítás esetén büntetőpárbajra került sor. A döntőt egy mérkőzés keretében rendezték meg.
A nyolcaddöntők sorsolásakor figyelembe vették, hogy minden párosításnál egy csoportgyőztes és egy másik csoport csoportmásodika mérkőzzön egymással. Az egyetlen korlátozás a sorsoláskor, hogy a nyolcaddöntőkben azonos nemzetű együttesek, illetve az azonos csoportból továbbjutó csapatok nem szerepelhettek egymás ellen. A negyeddöntőktől kezdődően ez a korlátozás nem volt érvényben. A döntőt egy mérkőzés keretében rendezték meg, amelyen a rendes játékidő nem hozott döntést, ezért hosszabbítás következett.

## Továbbjutott csapatok
| Színmagyarázat     |
| ------------------ |
| Kiemelt csapat     |
| Nem kiemelt csapat |

| Csoport   | Csoportelső         | Csoportmásodik   |
| --------- | ------------------- | ---------------- |
| A csoport | Manchester United   | Bayer Leverkusen |
| B csoport | Real Madrid         | Galatasaray      |
| C csoport | Paris Saint-Germain | Olimbiakósz      |
| D csoport | Bayern München      | Manchester City  |
| E csoport | Chelsea             | Schalke 04       |
| F csoport | Borussia Dortmund   | Arsenal          |
| G csoport | Atlético Madrid     | Zenyit           |
| H csoport | FC Barcelona        | AC Milan         |

## Nyolcaddöntők
A nyolcaddöntők sorsolását 2013. december 16-án tartották.

| 1. csapat        | Össz.Tooltip Aggregate score | 2. csapat           | 1. mérk. | 2. mérk. |
| ---------------- | ---------------------------- | ------------------- | -------- | -------- |
| Manchester City  | 1–4                          | FC Barcelona        | 0–2      | 1–2      |
| Olimbiakósz      | 2–3                          | Manchester United   | 2–0      | 0–3      |
| AC Milan         | 1–5                          | Atlético de Madrid  | 0–1      | 1–4      |
| Bayer Leverkusen | 1–6                          | Paris Saint-Germain | 0–4      | 1–2      |
| Galatasaray      | 1–3                          | Chelsea             | 1–1      | 0–2      |
| Schalke 04       | 2–9                          | Real Madrid         | 1–6      | 1–3      |
| Zenyit           | 4–5                          | Borussia Dortmund   | 2–4      | 2–1      |
| Arsenal          | 1–3                          | Bayern München      | 0–2      | 1–1      |

### 1. mérkőzések
Az időpontok közép-európai idő/közép-európai nyári idő szerint értendők.
| 2014. február 18. 20:45 |

| Manchester City | 0–2               | FC Barcelona                   |
| --------------- | ----------------- | ------------------------------ |
|                 | (0–0) Jegyzőkönyv | Messi 54' (11-esből) Alves 90' |

| Etihad Stadion, Manchester Játékvezető: Jonas Eriksson (svéd) |

| 2014. február 18. 20:45 |

| Bayer Leverkusen | 0–4               | Paris Saint-Germain                                  |
| ---------------- | ----------------- | ---------------------------------------------------- |
|                  | (0–3) Jegyzőkönyv | Matuidi 3' Ibrahimović 39' (11-esből) 42' Cabaye 88' |

| BayArena, Leverkusen Játékvezető: Kassai Viktor (magyar) |

| 2014. február 19. 20:45 |

| AC Milan | 0–1               | Atlético de Madrid |
| -------- | ----------------- | ------------------ |
|          | (0–0) Jegyzőkönyv | Costa 83'          |

| San Siro, Milánó Játékvezető: Pedro Proença (portugál) |

| 2014. február 19. 20:45 |

| Arsenal | 0–2               | Bayern München       |
| ------- | ----------------- | -------------------- |
|         | (0–0) Jegyzőkönyv | Kroos 54' Müller 88' |

| Emirates Stadion, London Játékvezető: Nicola Rizzoli (olasz) |

| 2014. február 25. 18:00 |

| Zenyit                         | 2–4               | Borussia Dortmund                        |
| ------------------------------ | ----------------- | ---------------------------------------- |
| Shatov 58' Hulk 69' (11-esből) | (0–2) Jegyzőkönyv | Mhitarján 4' Reus 5' Lewandowski 61' 71' |

| Petrovszkij Stadion, Szentpétervár Játékvezető: William Collum (skót) |

| 2014. február 25. 20:45 |

| Olimbiakósz                | 2–0               | Manchester United |
| -------------------------- | ----------------- | ----------------- |
| Domínguez 38' Campbell 55' | (1–0) Jegyzőkönyv |                   |

| Karaiszkákisz Stadion, Pireusz Játékvezető: Gianluca Rocchi (olasz) |

| 2014. február 26. 20:45 |

| Galatasaray | 1–1               | Chelsea   |
| ----------- | ----------------- | --------- |
| Chedjou 65' | (0–1) Jegyzőkönyv | Torres 9' |

| Türk Telekom Arena, Isztambul Játékvezető: Carlos Velasco Carballo (spanyol) |

| 2014. február 26. 20:45 |

| Schalke 04      | 1–6               | Real Madrid                                  |
| --------------- | ----------------- | -------------------------------------------- |
| Huntelaar 90+1' | (0–2) Jegyzőkönyv | Benzema 13' 57' Bale 21' 69' Ronaldo 52' 89' |

| Veltins-Arena, Gelsenkirchen Játékvezető: Howard Webb (angol) |

### 2. mérkőzések
| 2014. március 11. 20:45 |

| Atlético de Madrid                | 4–1               | AC Milan |
| --------------------------------- | ----------------- | -------- |
| Costa 3' 85' Turan 40' García 71' | (2–1) Jegyzőkönyv | Kaká 27' |

| Vicente Calderón Stadion, Madrid Játékvezető: Mark Clattenburg (angol) |

| 2014. március 11. 20:45 |

| Bayern München     | 1–1               | Arsenal      |
| ------------------ | ----------------- | ------------ |
| Schweinsteiger 55' | (0–0) Jegyzőkönyv | Podolski 57' |

| Allianz Arena, München Játékvezető: Svein Oddvar Moen (norvég) |

| 2014. március 12. 20:45 |

| FC Barcelona          | 2–1               | Manchester City |
| --------------------- | ----------------- | --------------- |
| Messi 67' Alves 90+1' | (0–0) Jegyzőkönyv | Kompany 89'     |

| Camp Nou, Barcelona Játékvezető: Stéphane Lannoy (francia) |

| 2014. március 12. 20:45 |

| Paris Saint-Germain        | 2–1               | Bayer Leverkusen |
| -------------------------- | ----------------- | ---------------- |
| Marquinhos 13' Lavezzi 54' | (1–1) Jegyzőkönyv | Sam 6'           |

| Parc des Princes, Párizs Játékvezető: Ivan Bebek (horvát) |

| 2014. március 18. 20:45 |

| Chelsea             | 2–0               | Galatasaray |
| ------------------- | ----------------- | ----------- |
| Eto’o 4' Cahill 42' | (2–0) Jegyzőkönyv |             |

| Stamford Bridge, London Játékvezető: Felix Brych (német) |

| 2014. március 18. 20:45 |

| Real Madrid                | 3–1               | Schalke 04   |
| -------------------------- | ----------------- | ------------ |
| Ronaldo 21' 74' Morata 75' | (1–1) Jegyzőkönyv | Hoogland 31' |

| Santiago Bernabéu, Madrid Játékvezető: Szergej Karaszjov (orosz) |

| 2014. március 19. 20:45 |

| Manchester United                   | 3–0               | Olimbiakósz |
| ----------------------------------- | ----------------- | ----------- |
| Van Persie 25' (11-esből) 45+1' 52' | (2–0) Jegyzőkönyv |             |

| Old Trafford, Manchester Játékvezető: Björn Kuipers (holland) |

| 2014. március 19. 20:45 |

| Borussia Dortmund | 1–2               | Zenyit              |
| ----------------- | ----------------- | ------------------- |
| Kehl 38'          | (1–1) Jegyzőkönyv | Hulk 16' Rondón 73' |

| Westfalenstadion, Dortmund Játékvezető: Alberto Undiano Mallenco (spanyol) |

## Negyeddöntők
A negyeddöntők sorsolását 2014. március 21-én tartották. Az első mérkőzéseket 2014. április 1-jén és 2-án, a visszavágókat április 8-án és 9-én játszották.
| 1. csapat           | Össz.Tooltip Aggregate score | 2. csapat          | 1. mérk. | 2. mérk. |
| ------------------- | ---------------------------- | ------------------ | -------- | -------- |
| FC Barcelona        | 1–2                          | Atlético de Madrid | 1–1      | 0–1      |
| Real Madrid         | 3–2                          | Borussia Dortmund  | 3–0      | 0–2      |
| Paris Saint-Germain | 3–3 (i.g.)                   | Chelsea            | 3–1      | 0–2      |
| Manchester United   | 2–4                          | Bayern München     | 1–1      | 1–3      |

### 1. mérkőzések
| 2014. április 1. 20:45 |

| FC Barcelona | 1–1               | Atlético de Madrid |
| ------------ | ----------------- | ------------------ |
| Neymar 71'   | (0–0) Jegyzőkönyv | Diego 56'          |

| Camp Nou, Barcelona Játékvezető: Felix Brych (német) |

| 2014. április 1. 20:45 |

| Manchester United | 1–1               | Bayern München     |
| ----------------- | ----------------- | ------------------ |
| Vidić 58'         | (0–0) Jegyzőkönyv | Schweinsteiger 66' |

| Old Trafford, Manchester Játékvezető: Carlos Velasco Carballo (spanyol) |

| 2014. április 2. 20:45 |

| Real Madrid                  | 3–0               | Borussia Dortmund |
| ---------------------------- | ----------------- | ----------------- |
| Bale 3' Isco 27' Ronaldo 57' | (2–0) Jegyzőkönyv |                   |

| Santiago Bernabéu, Madrid Játékvezető: Mark Clattenburg (angol) |

| 2014. április 2. 20:45 |

| Paris Saint-Germain                             | 3–1               | Chelsea               |
| ----------------------------------------------- | ----------------- | --------------------- |
| Lavezzi 4' David Luiz 62' (öngól) Pastore 90+3' | (1–1) Jegyzőkönyv | Hazard 27' (11-esből) |

| Parc des Princes, Párizs Játékvezető: Milorad Mažić (szerb) |

### 2. mérkőzések
| 2014. április 8. 20:45 |

| Borussia Dortmund | 2–0               | Real Madrid |
| ----------------- | ----------------- | ----------- |
| Reus 24' 37'      | (2–0) Jegyzőkönyv |             |

| Westfalenstadion, Dortmund Játékvezető: Damir Skomina (szlovén) |

| 2014. április 8. 20:45 |

| Chelsea             | 2–0               | Paris Saint-Germain |
| ------------------- | ----------------- | ------------------- |
| Schürrle 32' Ba 87' | (1–0) Jegyzőkönyv |                     |

| Stamford Bridge, London Játékvezető: Pedro Proença (portugál) |

| 2014. április 9. 20:45 |

| Atlético de Madrid | 1–0               | FC Barcelona |
| ------------------ | ----------------- | ------------ |
| Koke 5'            | (1–0) Jegyzőkönyv |              |

| Vicente Calderón Stadion, Madrid Játékvezető: Howard Webb (angol) |

| 2014. április 9. 20:45 |

| Bayern München                      | 3–1               | Manchester United |
| ----------------------------------- | ----------------- | ----------------- |
| Mandžukić 59' Müller 68' Robben 76' | (0–0) Jegyzőkönyv | Evra 57'          |

| Allianz Arena, München Játékvezető: Jonas Eriksson (svéd) |

## Elődöntők
Az elődöntők sorsolását 2014. április 11-én tartották. Az első mérkőzéseket 2014. április 22-én és 23-án, a visszavágókat április 29-én és 30-án játszották.
| 1. csapat          | Össz.Tooltip Aggregate score | 2. csapat      | 1. mérk. | 2. mérk. |
| ------------------ | ---------------------------- | -------------- | -------- | -------- |
| Real Madrid        | 5–0                          | Bayern München | 1–0      | 4–0      |
| Atlético de Madrid | 3–1                          | Chelsea        | 0–0      | 3–1      |

### 1. mérkőzések
| 2014. április 22. 20:45 |

| Atlético de Madrid | 0–0         | Chelsea |
| ------------------ | ----------- | ------- |
|                    | Jegyzőkönyv |         |

| Vicente Calderón Stadion, Madrid Játékvezető: Jonas Eriksson (svéd) |

| 2014. április 23. 20:45 |

| Real Madrid | 1–0               | Bayern München |
| ----------- | ----------------- | -------------- |
| Benzema 19' | (1–0) Jegyzőkönyv |                |

| Santiago Bernabéu, Madrid Játékvezető: Howard Webb (angol) |

### 2. mérkőzések
| 2014. április 29. 20:45 |

| Bayern München | 0–4               | Real Madrid                   |
| -------------- | ----------------- | ----------------------------- |
|                | (0–3) Jegyzőkönyv | Ramos 16' 20' Ronaldo 34' 90' |

| Allianz Arena, München Játékvezető: Pedro Proença (portugál) |

| 2014. április 30. 20:45 |

| Chelsea    | 1–3               | Atlético de Madrid                        |
| ---------- | ----------------- | ----------------------------------------- |
| Torres 36' | (1–1) Jegyzőkönyv | Adrián 44' Costa 61' (11-esből) Turan 72' |

| Stamford Bridge, London Játékvezető: Nicola Rizzoli (olasz) |

## Döntő
| 2014. május 24. 19:45 (20:45 CEST) |

| Real Madrid                                                | 4–1 (h. u.)                 | Atlético de Madrid |
| ---------------------------------------------------------- | --------------------------- | ------------------ |
| Ramos 90+3' Bale 110' Marcelo 118' Ronaldo 120' (11-esből) | (0–1, 1–1, 1–1) Jegyzőkönyv | Godín 36'          |

| Estádio da Luz, Lisszabon Nézőszám: 60 976 Játékvezető: Björn Kuipers (holland) |